# Ангус Гамільтон, 15-й герцог Гамільтон

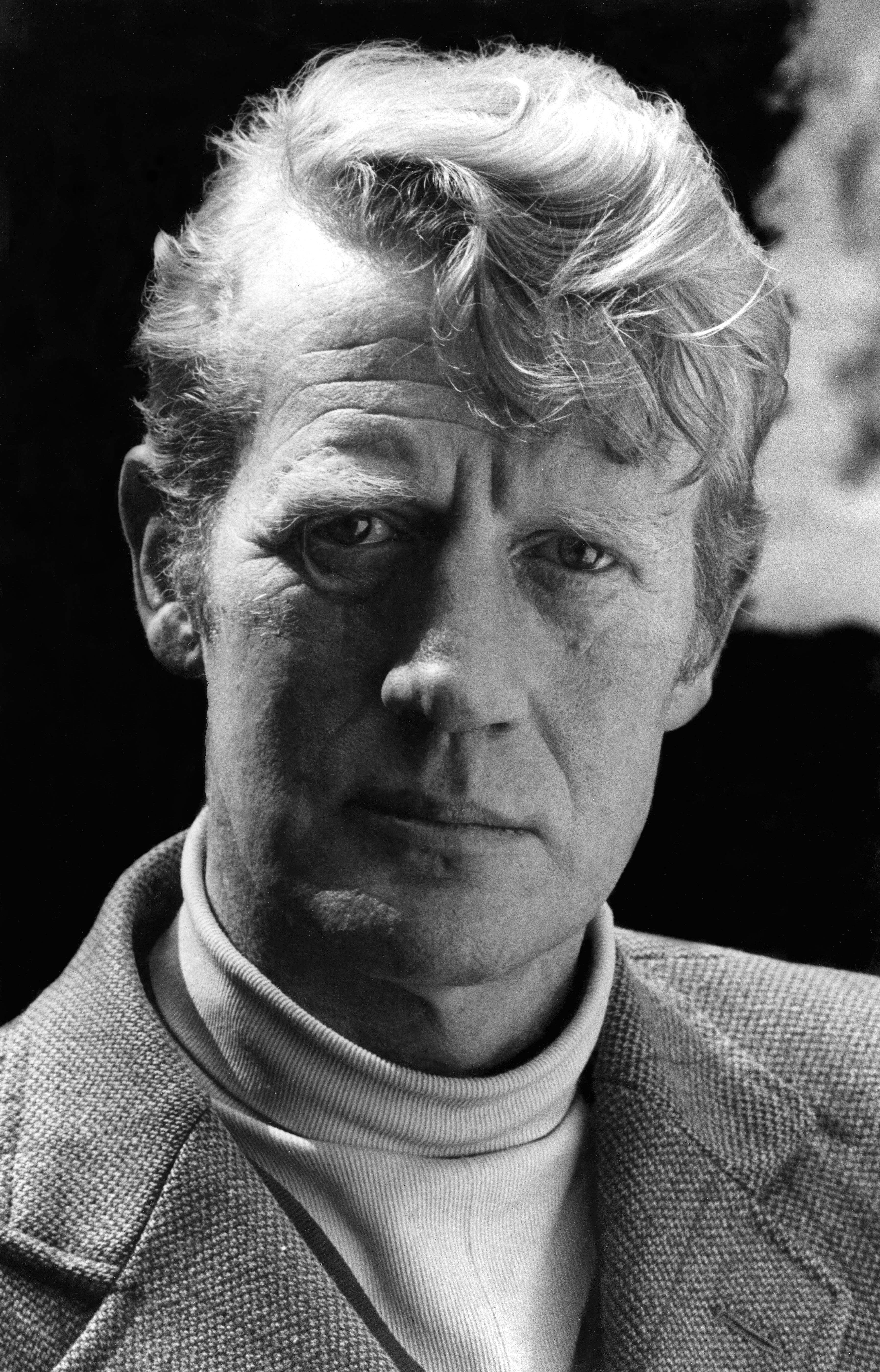
Ангус Алан Дуглас Дуглас-Гамільтон (1938 – 2010) - XV герцог Гамільтон.

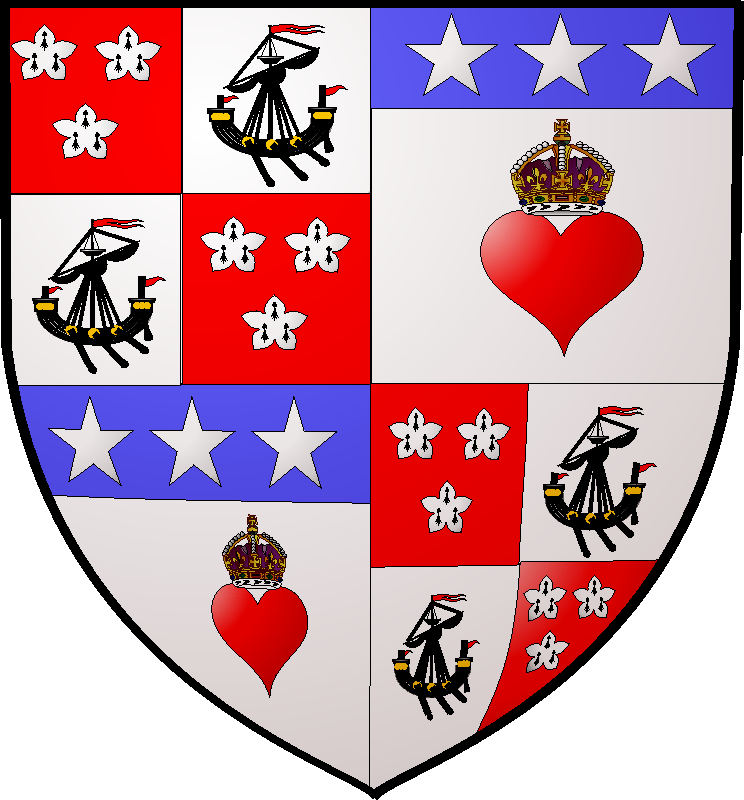
Герб герцогів Гамільтон.

Ангус Алан Дуглас Дуглас-Гамільтон (13 вересня 1938 – 5 липня 2010) – вождь клану Гамільтон, шотландський аристократ, льотчик, XV герцог Гамільтон, ХІІ герцог Брендон, перший пер Шотландії. 

## Життєпис
Ангус Алан Дуглас Дуглас-Гамільтон був сином Дугласа Гамільтона , XIV герцога Гамільтон та леді Елізабет Іві Персі – дочки Алана Персі , VIII герцога Нортумберленд. 
З народження – з 1938 року по 1940 рік він носив титул графа Ангус, з 1940 по 1973 рік носив титули маркіза Дуглас та маркіза Клайсдейл.
Ангус Гамільтон, як і багато його попередників – герцогів Гамільтон та вождів клану Гамільтон отримав освіту в Ітонському університеті та Балліол-коледжі в Оксфорді. Один з його молодших братів – Джеймс Дуглас-Гамільтон, що носив титул барона Селкірк Дуглас є одним із лідерів шотландської консервативної партії та шотландської юніоністської партії. 
Як і його батько, Ангус Гамільтон пішов служити в британську армію, став військовим льотчиком, служив капітаном авіації Королівських військово-повітряних сил Великої Британії. Але в 1967 році він став інвалідом і пішов у відставку. Але авіацію не залишив. У тому ж році він отримав ліцензію комерційного пілота, був льотчиком-випробувальником шотландської авіакомпанії «Скотіш Авіейшн Лімітед», де працював і його батько. 
Ангус Гамільтон входив то королівського товариства лучників та до товариства шотландських волинщиків. Він був кавалером ордена Святого Іоана. Володів почесною посадою хранителя Голірудського палацу.  
У березні 1973 року його батько помер і Ангус Гамільтон успадкував титули свого батька – герцога Гамільтон та герцога Брендон. Він успадкував почесні звання носія королеви Шотландії в парламенті Шотландії, носія корони Її Величності Королеви на церемонії відкриття парламенту Шотландії. 
Разом зі своєю третьою дружиною Кей він був борцем за права тварин. 
Герцог Ангус Гамільтон жив разом зі своєю сім’єю в своєму родовому замку Леннокслав-хаус у Східному Лотіані. 5 липня 2010 року герцог Ангус Дуглас-Гамільтон помер у віці 71 року. Його титули і володіння успадкував його старший син Олександр Дуглас-Гамільтон. 

## Родина і діти
Герцог Ангус Гамільтон Був одружений тричі.
І дружина – Сара Джейн Скотт (1945 – 1994) – дочка майора сера Волтера Скотта (1918 – 1992) та Діани Мері Оуен (пом. 1985). Шлюб відбувся 23 червня 1972 року. У них були діти:
- Елеонара Гіамільтон (нар. 1973)
- Анна Гімільтон (нар. 1976) – одружилась з Джоном МакКлюром у 1998 році.
- Олександр Гамільтон (нар. 1978) – XVI герцог Гамільтон
- Джон Вільям Гамільтон (нар. 1979)

Перший шлюб завершився розлученням у 1987 році.
ІІ дружина – Джиліан Робертсон – дочка Ноеля Робертсона. Шлюб відбувся в 1987 році. У шлюбі не було дітей. Розлучились у 1995 році. 
ІІІ дружина – Кей Кармайкл. Шлюб відбувся в 1998 році. Шлюб був бездітним.